# Chamutice
Chamutice jsou malá vesnice, část obce Petrovice u Sušice v okrese Klatovy v Plzeňském kraji. Nachází se asi 1,5 kilometru jihovýchodně od Petrovic u Sušice. Je zde evidováno 14 adres. V roce 2011 zde trvale žil jeden obyvatel.
Chamutice jsou také název katastrálního území o rozloze 0,64 km².

## Historie
První písemná zmínka o vesnici pochází z roku 1383. Je písemně doloženo, že toho roku zemřel majitel vsi a mlýna v této vsi – Lipolt. Od té doby byla ves součástí velhartického panství, od poloviny 16. století patřila kněžickému statku.

## Obyvatelstvo
| Rok            | 1869 | 1880 | 1890 | 1900 | 1910 | 1921 | 1930 | 1950 | 1961 | 1970 | 1980 | 1991 | 2001 | 2011 | 2021 |
| -------------- | ---- | ---- | ---- | ---- | ---- | ---- | ---- | ---- | ---- | ---- | ---- | ---- | ---- | ---- | ---- |
| Počet obyvatel | 80   | 81   | 96   | 91   | 58   | 64   | 62   | 39   | 31   | 14   | 7    | 2    | 1    | 1    | 2    |
| Počet domů     | 14   | 12   | 12   | 12   | 14   | 12   | 14   | 15   | 15   | 6    | 3    | 7    | 6    | 7    | 7    |

## Pamětihodnosti
- Chamutická lípa
- Lípa pod statkem v Chamuticích